# حكاك الحمل
حُكاك الحَمل (بالإنجليزية: Prurigo gestationis)‏ وَيُسمى أيضاً حُكاك بينييه (بالإنجليزية: Besnier prurigo)‏ هوَ طَفح جِلدي مَصحوب بِحكة وَحطاطات مسلوخة في الأطراف القريبة والجذع العلوي، وغالباً ما يَحدث في الأسبوع 20 والأسبوع 34 من الحَمل.
مُسببات حُكاك الحَمل غير معروفة حتى الآن، ولكن البَعض يعتبره تَطور لالتهاب الجلد التأتبي أثناء الحَمل. في بعض الأحيان يُعتبر مُصطلح (حُكاك الحَمل) مُصطلح عام يشمل حُكاك بينييه وأنواع الحُكاك الأخرى التي تحدث في فترة الحَمل، كما يُعتبر في بعض الأحيان من الأمور المُساعدة على التشخيص بالاستبعاد.

## التسمية
تُطلق عدة تسميات على حُكاك الحَمل، وَمنها:
- حُكاك بينييه (Besnier prurigo).[3]
- الجُلاد الكريين المناعي م الخطي المُرافق للحمل (Linear IgM dermatosis of pregnancy).[4]
- التهاب الجِلد الحُطاطي المُرافق للحمل (Papular dermatitis of pregnancy).[4]
- التهاب سبانجلر الجِلدي الحُطاطي المُرافق للحمل (Spangler's papular dermatitis of pregnancy).[4]